# Сагателян, Михаил Рачьянович
Сагателян Михаил Рачьянович (1927, г. Саратов – 1994), советский журналист-международник, американист, писатель. 
Родился в Саратове. В средней школе учился в Москве, куда переехала его семья. В 1943 году поступил в военно-морское училище. К маю 1945 года военному моряку Сагателяну было неполных 18 лет.
После демобилизации вернулся в Москву, окончил МГИМО (1950).
Сначала работал в газете «Известия» по иностранному отделу (1950–1954, 1968–1974), затем в еженедельнике «Новое время». В 1960-х гг. в течение пяти лет был постоянным корреспондентом Агентства печати «Новости» в Вашингтоне.
Автор книг, очерков, памфлетов, статей и репортажей.
В последние годы жил в Москве по адресу: Смоленская улица, д. 7.

## Личная жизнь
Был женат на Татьяне Дмитриевне Карбышевой, дочери генерала Д. М. Карбышева. В браке родился сын Дмитрий Михайлович Сагателян.

## О нём
Сагателян Михаил Рачьянович // Иванян Э. А. Энциклопедия российско-американских отношений. XVIII-XX века. — Москва: Международные отношения, 2001. — 696 с. — ISBN 5-7133-1045-0.